# سه‌گانه بازی‌های گرسنگی
سه‌گانهٔ بازی‌های گرسنگی (به انگلیسی: The Hunger Games trilogy) نام یک مجموعهٔ سه‌گانهٔ رمان به سبک ماجراجویی و پادآرمان‌شهری نوشتهٔ نویسندهٔ آمریکایی، سوزان کالینز، است که مخاطبش نوجوانان هستند. این مجموعه شامل سه رمان بازی‌های گرسنگی، اشتعال و زاغ مقلد است.
دنیای خیالی بازی‌های گرسنگی سرزمینی پسارستاخیزی در آمریکای شمالی در قالب کشوری به نام «پانِم» است که پایتخت مستبد «کاپیتول» در آن بر مناطق دوازده‌گانهٔ کشور حکومت می‌کند. در پانم، سالانه مسابقاتی برای یادبود شورش مناطق در گذشته برگزار می‌شود که در آن، دو نوجوان از دوازده منطقه باید همدیگر را بکشند تا نهایتاً یک نفر قهرمان «بازی‌های گرسنگی» شود. این سه‌گانه داستان دختری به نام کَتْنیس اِوِردین و پسری به نام پیتا ملارک است که با شرکت در این بازی‌ها و با زنده ماندن در آن، در سراسر پانم مشهور می‌شوند. کتنیس، به خاطر کارهایی که در طول مسابقه انجام می‌دهد، در کشور به‌عنوان نماد شورش علیه استبداد کاپیتول، «زاغ مقلد»، شناخته می‌شود و تلاش‌های کاپیتول برای سرکوب شورشِ به‌وجودآمده، به آنجا می‌انجامد که کتنیس و پیتا مجدداً به بازی‌های گرسنگی جدیدی فرستاده می‌شوند، ولی با کمک شورشیانی که در «منطقهٔ سیزدهم» هستند، بازی‌ها به‌هم می‌خورَد و کتنیس نجات می‌یابد. با این اتفاق، جنگ میان شورشیان و کاپیتول بالا می‌گیرد و نهایتاً انقلابی‌ها موفق به دستگیری رئیس‌جهور می‌شوند. لیکن افراد بسیاری، ازجمله خواهر کتنیس، در این راه کشته می‌شوند، و رئیس‌جمهور موقت مسبب مرگ این افراد بوده‌است؛ بنابراین، کتنیس در آخر، رئیس‌جمهور شورشیان را می‌کشد و به خانهٔ سابقش در منطقهٔ دوازده، که حالا تخریب شده، تبعید می‌شود.
نویسندهٔ این سه‌گانه دربارهٔ منبع الهام‌گیری خود گفته که هنگام گشتن در کانال‌های تلویزیونی و با دیدن پیاپیِ صحنه‌هایی از جنگ عراق و تلویزیون واقع‌نما، جرقهٔ نوشتن چنین کتابی در ذهنش زده شد. او همچنین، در خلق این کتاب، تحت تأثیر داستان تسئوس و مینوتور، از اساطیر یونان باستان، و بازی‌های گلادیاتوری قرار داشته‌است. درون‌مایه‌هایی همچون فقر، اثرات جنگ، کنترل دولت، فداکاری، ایثار و… در این داستان به‌کار گرفته شده‌اند.
این مجموعه داستان با استقبال مخاطبان و نقدهای مثبتی مواجه شد. بسیاری از بررسی‌ها ویژگی اعتیادآور و جذاب کتاب و همچنین توصیفاتش در صحنه‌های اکشن و هیجان‌انگیز را تحسین کرده‌اند. همچنین، پی‌رنگ داستان و جهان خیالیِ آن ستوده شده‌است. این مجموعه کتاب توانست در اوت ۲۰۱۲ در مقطعی، رکورد فروش وبگاه آمازون را، که در اختیار هری پاتر بود، بشکند. تا تاریخ ۲۰۱۴ از این سه‌گانه، تنها در ایالات متحده، ۶۵ میلیون نسخه به فروش رسیده که بیش از ۲۸ میلیون نسخهٔ آن از رمان بازی‌های گرسنگی، بیش از ۱۹ میلیون نسخه از اشتعال، و بیش از ۱۸ میلیون هم از زاغ مقلد بوده‌است. سه‌گانهٔ بازی‌های گرسنگی همچنین در ۵۶ کشور و به ۵۱ زبان مختلف منتشر شده‌است. در سال‌های ۲۰۱۲ تا ۲۰۱۵، یک مجموعه فیلم سینمایی بر اساس آن منتشر شد که چهار قسمت داشت. قسمت نخست آن با کارگردانی گری راس و سه قسمت بعدی توسط فرانسیس لارنس ساخته شدند. جنیفر لارنس در نقش کَتْنیس اِوِردین، نقش اصلی داستان را به عهده داشت.
در سال ۲۰۲۰ کتاب دیگری در قالب دنیای بازی‌های گرسنگی منتشر شد که تصنیف پرندگان آوازخوان و مارها نام داشته و داستانش حول اوضاع پانم، پیش از وقوع داستان‌های سه‌گانه کتنیس اوردین، می‌گردد. این کتاب در ماه مه ۲۰۲۰ به صورت اینترنتی منتشر شد، زیرا در این زمان کروناویروس در جهان همه‌گیر شده‌بود و در بسیاری از کشورها قرنطینه رواج داشت.

## الهام‌گیری و توسعه
کالینز گفته‌است برای نوشتن بازی‌های گرسنگی از گشتن در کانال‌های تلویزیونی الهام گرفته‌است. در یکی از کانال‌ها او افرادی را دید که سرگرم رقابت در تلویزیون واقع‌نما بودند و در کانال دیگر او صحنه‌هایی از حمله به عراق را مشاهده کرد. این توالی فکرش را مغشوش کرد و ایده‌ای برای خلق کتاب شد. داستان یونانی تسئوس نیز از ستون‌های اصلی داستان کالینز برای خلق شخصیت کَتْنیس شد که به‌عنوان یک تسئوس پیشرو ظاهر می‌شود. همچنین، نبرد گلادیاتورها در روم باستان از چارچوب‌هایی است که نویسنده از آن‌ها الهام گرفته. کالینز پدرش را در جنگ ویتنام از دست داده بود و این احساس در داستان نفوذ کرده‌است، چراکه شخصیت کتنیس هم در ۱۱ سالگی، پنج سال قبل از این‌که داستان آغاز شود، پدرش را از دست داده‌است.
کالینز گفته که منبع الهام‌بخش اصلی برای سه‌گانهٔ بازی‌های گرسنگی، داستان کلاسیک یونانیِ «تسئوس و مینوتور» بوده‌است. در اساطیر یونانی، مردم آتن مجبور بودند به‌عنوان مجازاتی برای قتل آندروگئوس، فرزند شاه مینوس، هر سال هفت پسر و دختر جوان را به کرت پیشکش کنند؛ مینوس آن‌ها را به هزارتوی پرپیچ‌وخمی می‌فرستاد تا مینوتور آنان را بخورد. تسئوس، پسر پادشاه آتنی‌ها، تصمیم گرفت برای پایان دادن به این دهشت مینوس و مینوتور، وارد عمل شود. او داوطلب شد تا به هزارتو برود، و در آنجا موفق شد مینوتور را به قتل برساند.
کالینز همچنین از تشابه فراوان بین امپراتوری روم و ملت خیالیِ پانِم صحبت کرد. او بازی‌های گرسنگی را «نسخه‌ای به‌روزشده از مسابقات گلادیاتوری در روم –که دولت در آن به‌عنوان یک سرگرمی محبوب، مردم را بی‌رحمانه وادار به مبارزه تا پای مرگ می‌کرد» – توصیف کرده‌است. کالینز همچنین توضیح می‌دهد که نام «پانم» از عبارتِ لاتینِ «panem et circenses»، که به‌معنی «نان و سیرک» است، گرفته شده و به استراتژی مورد استفاده توسط امپراتوران روم برای دلجویی از توده‌ها با پخش کردن غذا و ایجاد سرگرمی، اشاره دارد.
این داستان ساختار سه‌پرده‌ای دارد و بر همین اساس به صورت سه‌گانه درآمده. کالینز گفت «از ابتدا می‌دانست» که در حال نگارش یک سه‌گانه است. هر رمان سه فصل دارد که هرکدام یکی از نُه فصل کلیِ مجموعه به‌حساب می‌آیند. کالینز پیش‌تر، از این ساختار در مجموعهٔ دیگر خود به نام تواریخ دنیای زیرین هم استفاده کرده بود.

## دنیای داستان
اتفاقات این مجموعه داستان در آمریکای شمالی و کشوری به نام «پانِم» ، در زمانی نامعلوم و پسارستاخیزی رخ می‌دهد. شهر بزرگی به نام «کاپیتول» ، که پایتخت پانم است، در کوه‌های راکی قرار دارد و در میان ۱۲ منطقه پانم احاطه شده‌است. کاپیتول از لحاظ پیشرفت و تجهیزات، برتری قابل توجهی به دیگر مناطق دارد. راوی داستان، کَتْنیس اِوِردین، دختری از منطقهٔ ۱۲ است که از فقیرترین بخش‌های پانم است و در ناحیهٔ آپالاشیا قرار دارد. منطقهٔ سیزدهم پانم، که دارای مجتمع نظامی-صنعتی است، سال‌ها پیش، طی شورشی علیه کاپیتول، سرکوب و تخریب شده و گرچه اهالی پانم گمان می‌کنند که خالی از سکونت است، مأمنی برای شورشیان و انقلابی‌هاست که در ساختمان‌های زیرزمینی سازمان‌دهی شده‌اند.
این داستان ۷۵ سال پس از شورشی شروع می‌شود که در آن مردم مناطق پانم علیه استبداد کاپیتول قیام کردند. آن شورش توسط کاپیتول سرکوب شد و پس از آن، هریک از مناطق دوازده‌گانه سالانه دو نوجوان ۱۲ تا ۱۸ ساله (یک پسر و یک دختر) را با قرعه‌کشی انتخاب می‌کنند و به‌عنوان «پیشکش» به پایتخت می‌فرستند تا در مسابقات مرگ‌باری به نام «بازی‌های گرسنگی» شرکت کنند. تنها یک پیشکش می‌تواند در هر دوره از این مسابقه زنده بیرون آید.

## خلاصه داستان

### بازی‌های گرسنگی

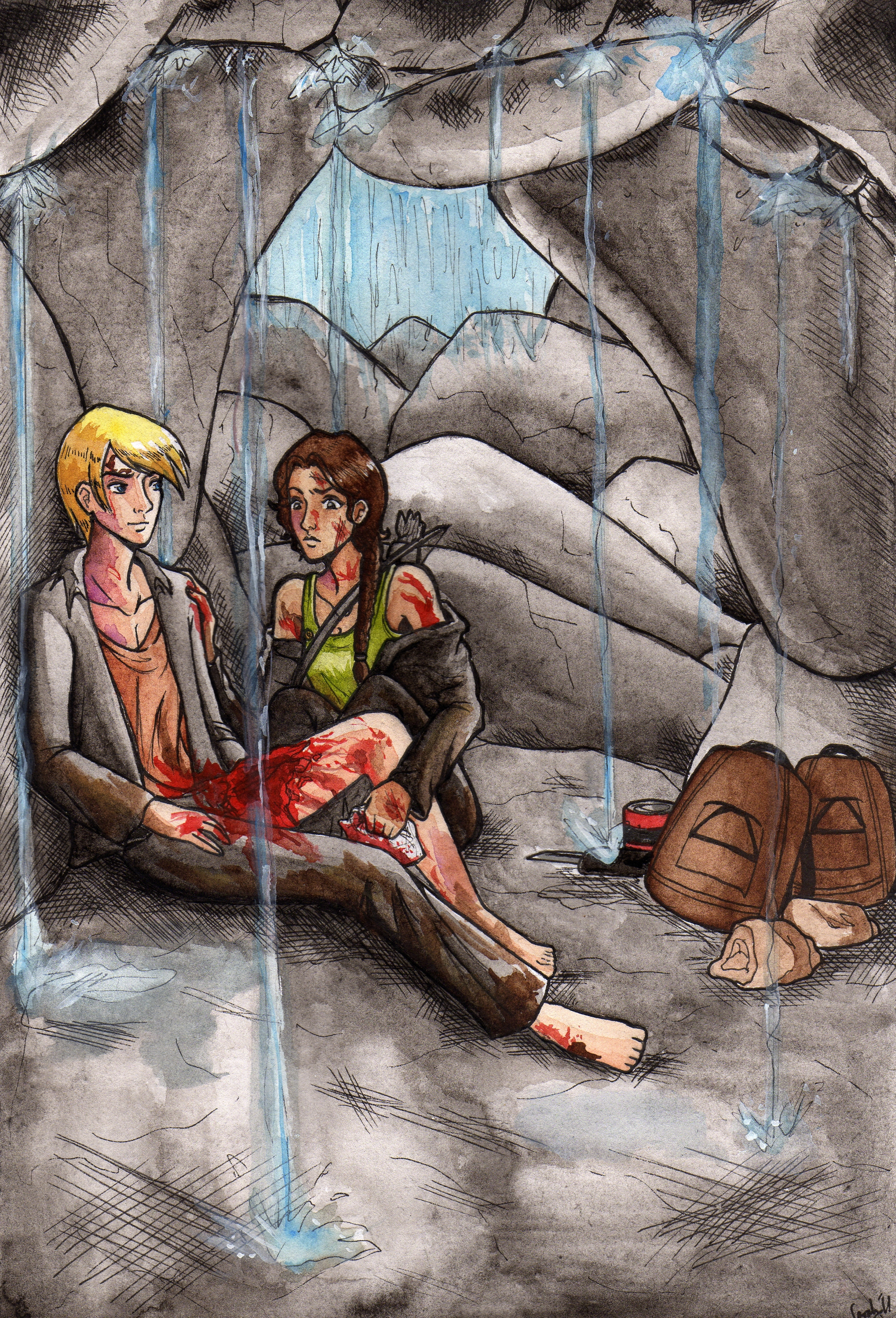
یک نقاشی خیالی از کَتْنیس و پیتا در جریان بازی‌های گرسنگی.

داستان حول دختری به نام کتنیس اوردین از منطقهٔ ۱۲ روایت می‌شود که به جای خواهر خود (پرایم) داوطلب شرکت در مسابقات شد و با شرکت‌کنندهٔ پسرِ این منطقه، پیتا ملارک، راهی کاپیتول شد. در نخستین رمان، که بازی‌های گرسنگی نام دارد، ضمن آشنایی با شرایط و شخصیت‌های اصلی، وقایعی که برای کتنیس و پیتا در کاپیتول و بازی‌ها رخ می‌دهد، بیان می‌شوند. یک تیم پشتیبان برای این دو انتخاب می‌شوند. هِیمیچ اَبِرناثی، که مربیشان است، پیشنهاد می‌کند برای کسب محبوبیت در رسانه‌ها، به‌عنوان عاشق و معشوق نشان داده شوند تا در مواقع لزوم، مردم و پشتیبان‌ها برایشان هدیهٔ غذا و دارو بفرستند. در طول بازی، کتنیس با دختربچه‌ای به نام رو متحد می‌شود و تا لحظهٔ مرگ با او همراه می‌مانَد و، علی‌رغم قوانین بازی، به او ادای احترام می‌کند و بر جسدش گل می‌گذارد. پس از مدتی، با پیتا برخورد می‌کند و به معالجهٔ او می‌پردازد. کاپیتول اعلان می‌کند که اگر دو نفر از یک منطقه زنده ماندند، هر دو برنده اعلام خواهند شد؛ ولی در پایان بازی، که پیتا و کتنیس تنها بازماندگان می‌شوند، کاپیتول این قانون را لغو می‌کند. کتنیس در این هنگام تمشک‌های جنگلی سمّی را از جیبش بیرون می‌آورَد و مقداری هم به پیتا می‌دهد تا با هم خودکشی کنند. در لحظهٔ آخر، کاپیتول اعلان می‌کند که هر دوی آن‌ها برندهٔ مسابقات هفتاد و چهارمین دورهٔ بازی‌های گرسنگی هستند.

### اشتعال
در قسمت دوم، با نام اشتعال، کتنیس و پیتا به خانه‌هایشان در منطقه ۱۲، فقیرترین بخش کشور پانم، بازمی‌گردند. هِیمیچ به آن‌ها می‌گوید که هر ساله باید در تورهای مختلفی شرکت کنند و به مناطق مختلف سفر کنند. پیش از آن که عازم «تور پیروزی» شوند، رئیس‌جمهور اسنو، حاکم مستبد کشور، به‌طور غیرمنتظره به آن‌ها سر می‌زند و به کتنیس می‌گوید که تمرد او در پخش تلویزیونی موجب درگرفتن شورش‌هایی در مناطق شده‌است و او باید مردم را متقاعد کند که قصد تمرد نداشته‌است. کتنیس در نخستین سفر به منطقهٔ ۱۱ می‌رود که زادگاه متحد سابقش، رو، است. در آنجا پس از سخنرانی‌اش پیرمردی به همان شکل که به رو ادای احترام کرده‌بود، به او ادای احترام می‌کند و دیگر اهالی این کار را تکرار می‌کنند. در این هنگام «صلح‌بانان» پیرمرد را از جمعیت بیرون کشیده و سریعاً اعدام می‌کنند و کتنیس را از محل خارج می‌کنند. در سفرهای بعدی علی‌رغم تلاش‌های کتنیس اتفاقات مشابهی رخ می‌دهد و تدریجاً شورش در برخی از مناطق از کنترل دولت مرکزی خارج می‌شود. کتنیس و پیتا برای این که نشان دهند شورش برایشان اهمیت ندارد، با هم ازدواج می‌کنند و در رسانه‌ها این موضوع مداوم اعلام می‌شود ولی تأثیر چندانی ندارد. رئیس‌جمهور اسنو پس از مدتی اعلام می‌کند زمان آن فرارسیده که مسابقات دیگری به نام «شورش ربع قرن» پس از ۲۵ سال، برگزار شود و توضیح می‌دهد که بایستی از هر منطقه بازماندگان دوره‌های قبل به مسابقات آیند. کتنیس و پیتا نهایتاً برای شرکت در بازی‌ها به کاپیتول می‌روند و از میان دیگر پیش‌کش‌ها متحدانی پیدا می‌کنند. تمامی شرکت‌کنندگان به دو جبهه تقسیم می‌شوند و تعدادی از آن‌ها در جریان مسابقه کشته می‌شوند. پس از مدتی کتنیس و متحدانش به راز زمین مسابقه (آرنا) پی می‌برند و قادر به پیش‌بینی وقایع می‌شوند. آن‌ها نقشه‌ای طراحی می‌کنند تا با استفاده از آذرخش پیش‌بینی شده‌ای جبههٔ مقابل را شکست دهند ولی نقشه شکست می‌خورد. نهایتاً کتنیس به محل وقوع آذرخش می‌رود تا پیتا را پیدا کند ولی کسی آنجا نبوده و تنها سیمی که به دور محل وقوع آذرخش کشیده شده را می‌یابد و آن را دور پیکان تیری می‌پیچد. پس از آغاز رعد و برق‌ها، متوجه می‌شود که سقف آرنا از یک میدان نیرو تشکیل شده و تیر را در چلّه گذاشته و در لحظهٔ اصابت آذرخش، به سمت بالا پرتاب می‌کند. با انتقال نیروی آذرخش به سقف، انفجارهایی رخ می‌دهد و سقف فرومی‌پاشد و کتنیس از هوش می‌رود. زمانی که کتنیس به هوش می‌آید، متوجه می‌شود که به همراه چند تن از متحدانش به منطقهٔ ۱۳ منتقل شده ولی پیتا دستگیرشده‌است. همچنین مطلع می‌شود که نیمی از پیشکش‌های مسابقه برای نجات او، که نمادی از شورش در برابر کاپیتول است، همکاری کرده‌اند. گِیل، دوست و دلدادهٔ کتنیس در منطقهٔ ۱۲، نزد او می‌رود و او را مطلع می‌کند که منطقهٔ ۱۲ کاملاً نابود شده و او خانواده‌اش را به منطقهٔ ۱۳ فراری داده‌است.

### زاغ مقلد
بخش سوم سه‌گانه زاغ مقلد نام دارد. این قسمت اغلب در منطقهٔ ۱۳ می‌گذرد که پیش از این مردم دیگر مناطق گمان می‌کردند در زمان شورش علیه کاپیتول کاملاً از بین رفته‌است؛ اما ساکنان این منطقهٔ شورشی هنوز در پناهگاه‌های زیرزمینی خود علیه کاپیتول مقاومت می‌کنند و از تجهیزات پیشرفته‌ای برخوردارند. رهبر این شورشیان، رئیس‌جمهور کوین، از کتنیس می‌خواهد که در پروپاگاندا علیه کاپیتول به آن‌ها کمک کند و در عوض به کتنیس و دوستانش مصونیت اعطا می‌کند. فیلم‌های تبلیغاتی با هک کردن تلویزیون رسمی پانم، در سراسر کشور پخش می‌شوند و مردم قیام علیه کاپیتول را شدت می‌بخشند. صلح‌بانان کاپیتول نیز شدیداً به مقابله و کشتار شورشیان می‌پردازند. پیتا که توسط کاپیتول دستگیرشده، شستشوی مغزی شده و علیه کتنیس در تلویزیون مصاحبه می‌کند. در یک عملیات نظامیان منطقهٔ ۱۳ او و دیگر پیشکش‌های محبوس را آزاد کرده و به پناهگاه خود می‌برند اما پیتا سعی می‌کند کتنیس را بکشد و او را بستری می‌کنند. نبردها شدیدتر می‌شود و با یک استراتژی بحث‌برانگیز، که توسط گیل پیشنهاد شده‌است، آتش جنگ به کاپیتول می‌رسد. کتنیس حین نبرد شهری، به محله‌ای خالی از سکنه در کاپیتول می‌رود که صلح‌بانان هنگام تخلیه در آن تله‌هایی قرار داده‌اند. او قصد دارد شخصاً رئیس‌جمهور اسنو را به قتل رساند و موفق می‌شود خود را علی‌رغم مشکلات، به نزدیکی کاخ اسنو برساند. در ورودی این کاخ یک سپر انسانی از غیرنظامیان کاپیتول و کودکان تشکیل شده‌بود که نیروهای هوایی کاپیتول آن را بمباران کرد و حتی امدادگران شورشیان که برای کمک به مصدومین حضور یافته بودند نیز در بمباران هدف قرار گرفتند. خواهر کتنیس، پرایم، هم یکی از تلفات انسانی این بمباران بود. کتنیس که در این بمباران از هوش رفته بود، پس از به هوش آمدن به دیدن اسنو می‌رود و از او می‌شنود که رئیس‌جمهور کوین مسئول این بمباران بوده‌است و به شباهت این روش با تاکتیک گیل پی می‌برد. رئیس‌جمهور کوین سعی دارد حکومت استبدادی پیشین را در قالب یک جمهوری ادامه دهد و همان رویهٔ حکومت اسنو را ادامه دهد. او حتی پیشنهاد می‌دهد که از کودکان مقامات کاپیتول در گونهٔ جدیدی از بازی‌های گرسنگی استفاده کنند. قرار بر این می‌شود که کتنیس شخصاً اسنو را با تیر و کمانش اعدام کند. او در معرکهٔ اعدام در انظار عمومی تیر را به جای اسنو، به سمت کوین پرتاب می‌کند و او را می‌کشد. پس از آن سعی می‌کند خودکشی کند که پیتا جلویش را می‌گیرد. کتنیس پس از مدتی به علت جنون تبرئه شده و به منطقهٔ خالی از سکونت ۱۲ برمی‌گردد. پس از مدتی پیتا و برخی دیگر بومیان نیز به آنجا بازمی‌گردند. ۲۰ سال پس از آن وقایع، کتنیس و پیتا دو فرزند به دنیا می‌آورند.

## درون‌مایه‌ها

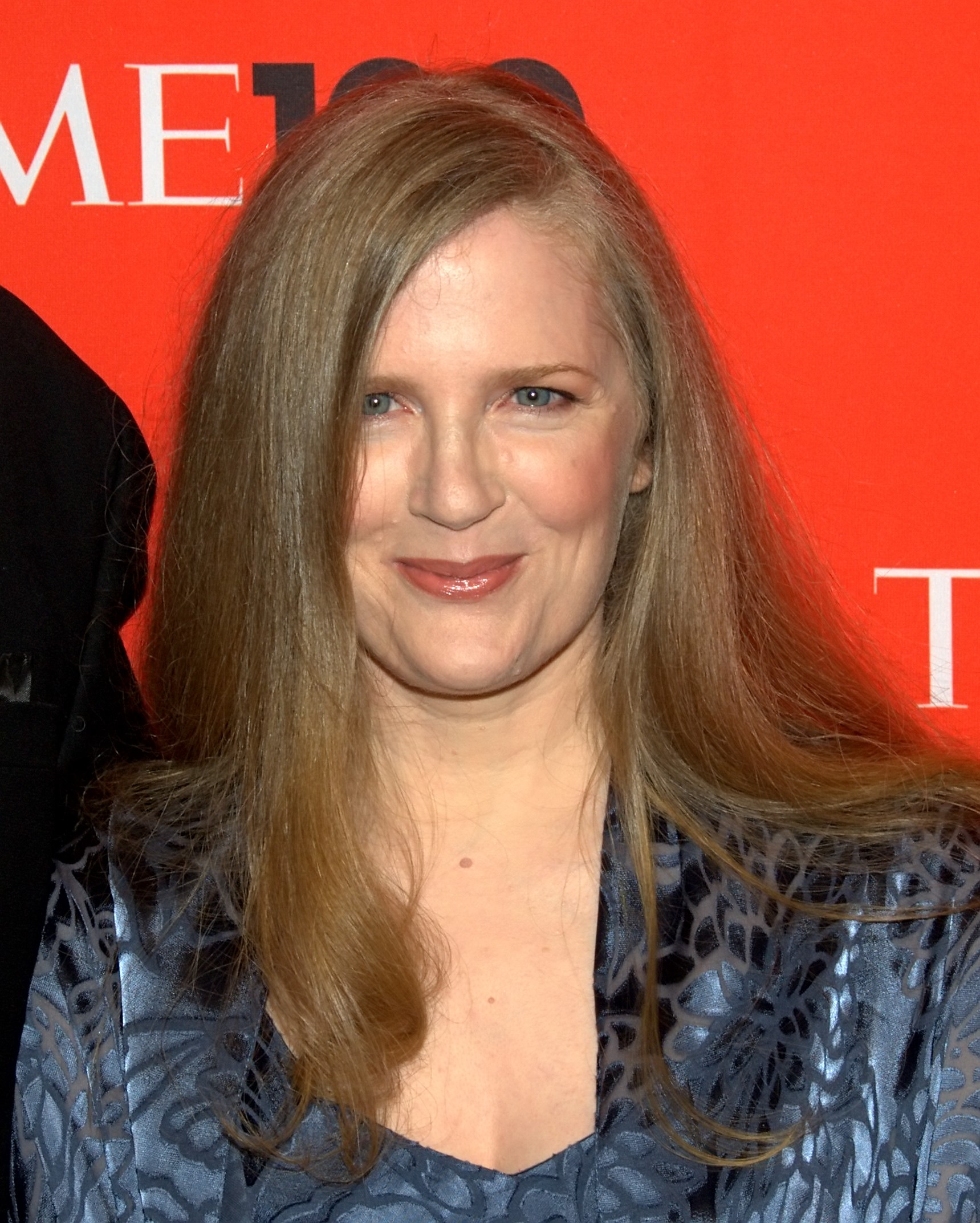
سوزان کالینز، نویسنده کتاب، در سال ۲۰۱۰ میلادی

کالینز در مصاحبه‌ای اشاره کرد که رمان «موضوعاتی از قبیل فقر مطلق، گرسنگی، ستم و اثرات جنگ در میان دیگران را مورد توجه قرار داده‌است.» این مجموعه به مبارزهٔ مردم پانم برای صیانت از جان خود در مناطق و بازی‌های گرسنگی که باید در آن شرکت کنند، می‌پردازد. گرسنگی شهروندان و نیازشان به منابع، چه در داخل و چه در خارج از میدان مسابقات، فضایی از درماندگی به وجود آورده که شخصیت‌های اصلی سعی می‌کنند برای بقا، با مبارزه بر آن فائق آیند. کتنیس برای تهیهٔ مواد غذایی مورد نیاز برای خانواده‌اش شکار می‌کند، که این منجر به توسعه مهارت‌های مفید او در استفاده از تیر و کمان شده که به او در مسابقات کمک می‌کند و نشان‌دهندهٔ تمرد او در برابر قوانین کاپیتول در مواجهه با موقعیت‌های تهدیدکنندهٔ زندگی است. دارن فرینیچ در مجلهٔ سرگرمی هفتگی دربارهٔ تشابه بازی‌ها با فرهنگ عامه می‌نویسد که این کتاب «هجوی برنده برای طعنه‌زدن به نمایش‌های تلویزیونی واقع‌نما است» و شخصیت سینا «تقریباً به نظر می‌رسد شرکت‌کننده‌ای در نسخهٔ فاشیستی برنامهٔ پروژه مد است که از لباس کتنیس به عنوان وسیله‌ای برای بیان ایده‌های بالقوه خطرناک خود استفاده می‌کند.»
تصمیم‌گیری شخصیت‌ها و استراتژی‌هایی که استفاده می‌کنند اغلب از لحاظ اخلاقی پیچیده‌است. پیشکش‌ها شخصیتی را خلق می‌کنند که می‌خواهند مخاطبانشان در طول بازی ببینند. مجلهٔ کتابخوانی طرفداران صدای جوانان درون‌مایهٔ اصلی کتاب بازی‌های گرسنگی را «کنترل دولتی، «برادر بزرگ» و استقلال شخصی» عنوان کرده‌است. تم قدرت و انحطاط سه‌گانه همان‌طور که ناشر آن، اسکلاستیک، اشاره کرده‌است، مشابه نمایش‌نامه ژولیوس سزار اثر شکسپیر است. از دید لورا میلر از نیویورکر، فرضیهٔ نویسنده در مورد بازی‌ها – یک ورزش به صورت پروپاگاندا و «تحقیر و [...] مجازات رنج‌آور» برای شکست‌خوردگان قیام سال‌ها پیش در برابر کاپیتول – غیرمتقاعدکننده است؛ «با تبدیل افراد معمولی به سلبریتی و آموزش به آن‌ها که چگونه برای تودهٔ بینندگان جذاب به نظر رسند، نمی‌توانید روحیه‌شان را تضعیف کنید یا آن‌ها را غیرانسانی جلوه دهید.» اما اگر درون‌مایه و موضوع فراز و نشیب‌های دوران دبیرستان و «تجربه اجتماعی دوره بلوغ» باشد، داستان خیلی بهتر تفسیر می‌شود. میلر می‌نویسد:
«قوانین خودسرانه و سطحی هستند و به سرعت می‌توانند تغییر کنند. سلسله‌مراتب اجتماعی خشنی حکفرماست که در آن ثروتمندان، خوش‌تیپ‌ها، و ورزشکاران از مزایایی نسبت به دیگران برخوردارند. برای زنده ماندن شما باید کاملاً جعلی باشید. به نظر می‌رسد بزرگسالان درک نمی‌کنند که چه ریسک بالایی وجود دارد؛ در حالی که تمام زندگی شما ممکن است تلف شود، آن‌ها طوری عمل می‌کنند که انگار این تنها یک «مرحله» از زندگی است! همه همیشه وقتی شما را می‌بینند، دربارهٔ لباس‌هایتان یا دوستانتان نظر می‌دهند یا بیش از حد نگرانند که شما رابطهٔ جنسی دارید، مواد مخدر مصرف می‌کنید یا به اندازهٔ کافی نمراتتان خوب هست یا نه، اما هیچ‌کس اهمیت نمی‌دهد که شما واقعاً کی هستید و چه احساسی در مورد چیزهای مختلف دارید.»
باب مینزشیمر از یو اس ای تودی به خوش‌بینی رمان‌ها اشاره می‌کند: «ظهور امید از دل ناامیدی؛ حتی در آینده‌ای ویرانشهری، آینده‌ای بهتر قابل تصور است.» همچنین از موضوعات مهم این سه‌گانه رسانه‌ها و نفوذ یا قدرتی است که بر فرهنگ مردمی و احساسات، آرزوها و نظرات جامعه می‌گذارند. از دیگر درون‌مایه‌های این داستان اخلاق، فرمانبرداری، جان‌فشانی، رستگاری، عشق و قانون هستند.
داستان نخست علاوه بر درون‌مایه‌های کلی مجموعه دارای تم‌های مرتبط با دین مسیحیت نیز هست. در قسمت دوم رمان درون‌مایه‌های دیگری مانند بقا، جان‌فشانی و تعارض میان وابستگی متقابل و استقلال به داستان افزوده می‌شود. مارگو دیل در بررسی کتاب می‌گوید: «در [اشتعال] کتنیس و پیتا قطعاً وابستگی متقابل دارند. آن‌ها هر دو برای بقا به یکدیگر کمک می‌کنند. در واقع آن‌ها زنده ماندن دیگری را بر خویش ترجیح می‌دهند.» دیل در ادامه توضیح می‌دهد که چگونه این عمل موجب افزایش احتمال مرگ هر یک از آنان می‌شود. مشقت‌های جسمی، وفاداری در اوضاع شدیداً وخیم و پیمودن راهی که اخلاقاً دوپهلوست در سراسر مجموعه رمان وجود دارند و در رمان آخر (زاغ مقلد) بر آن‌ها تأکید بیشتری می‌شود.

## نقدها
هر سه کتاب به خوبی مورد استقبال قرار گرفتند. تحسین‌ها بر ویژگی اعتیادآور کتب، علی‌الخصوص در نخستین جلد، و اکشن بودن کتاب تمرکز داشتند. جان گرین از مجلهٔ نیویورک تایمز مجموعه رمان‌های بازی‌های گرسنگی را با مجموعهٔ زشت‌ها اثر اسکات وسترفیلد مقایسه کرده‌است. او همین‌طور در بررسی رمان نخست برای نیویورک تایمز، نوشت که «پی‌رنگ رمان هوشمندانه نوشته شده و سرعت رخداد حوادث بی‌نقص است» و «نقطهٔ قوت قابل توجه این رمان، خلق دنیایی پر از جزئیات توسط کالینز و قهرمان زن به‌یادماندنی، پیچیده و جذاب آن است.» او ادامه می‌دهد، در حالی که کتاب از لحاظ تمثیلی غنی است، گاهی پتانسیل تمثیلی را که در پی‌رنگش وجود دارد، آزاد نمی‌کند و نویسنده صرفاً به «شرح حوادث» پرداخته، نه چیزهای دیگر. نقد و بررسی مجلهٔ تایم نیز مثبت بود و رمان را «کتابی سرد، خونین و کاملاً هولناک» دانست و به ستایش آنچه که از آن به عنوان خشونتی با کیفیتی «هیپنوتیزم‌کننده» نامبرده، پرداخت.
اشتعال برای به خوبی بسط دادن شخصیت‌ها و پی گرفتن جلد نخست مورد ستایش قرار گرفت. پلین دیلر نوشت: «آخرین جملات اشتعال خواننده را در حال تکاپو و اضطراب رها می‌کند و اشاره‌ای به نحوهٔ آغاز در بخش سوم نمی‌کند.» زاغ مقلد، واپسین رمان در این سه‌گانه، هم به خاطر نشان دادن مناسب خشونت، بنای جهانی جذاب و یک فانتزی عاشقانه ستوده شده‌است. نانسی نایت از بالتیمور سان می‌گوید: کتاب «در ظاهر شاد به پایان می‌رسد، اما اثرات جنگ و تلفات دلخراش، شیرین نیستند» و بدین طریق خوانندگان در مورد اثرات جنگ بر جامعه تأمل خواهند کرد.
این مجموعه نقدی بر «بازی مرگ» در تلویزیون واقع‌نما وارد می‌کند که درون‌مایه‌ای مشترک با رمان‌های نبرد سلطنتی، مرد دونده، پیاده‌روی طولانی و سری ۷: مدعیان است. استیون کینگ در انترتیمنت ویکلی ضمن تحسین کتاب، اظهار داشت که «صحنه‌هایی از تنبلی در نوشتن که بچه‌ها راحت‌تر از بزرگسالان آن‌ها را می‌پذیرند» در آن وجود داشت و مثلث عشقی برای این ژانر استاندارد بود. این مجموعه همچنین به خاطر طرح و خط رمانتیک خود مورد انتقاد قرار گرفت: رولی وبش از پلین دیلر نداشتن ثبات شخصیتی افراد این داستان را مورد نقد قرار داده و جنیفر ریس از انترتینمنت ویکلی معتقدست که گِیل و پیتا بسیار شخصیت مشابهی دارند و در ثانی از هیچ‌کدام از رانه‌های وابسته به عشق شهوانی که باعث می‌شود به‌طور مثال، گرگ‌ومیش به طرز شگفت‌انگیزی جذاب شود، در این داستان استفاده نشده‌اند. همچنین مجله آنلاین پاپ‌مترز در نقد این مجموعه به یکسان بودن سه‌گانه مکتوب و فیلم‌های ساخته شده بر اساس آن خرده گرفت.

## انتشار
در ماه اوت ۲۰۱۲ این مجموعه در نظرسنجی وبگاه NPR در میان ۱۰۰ کتاب برتر نوجوانان، به‌عنوان دومین رمان نوجوانان تمام اعصار، بعد از سری‌کتاب‌های هری پاتر، قرار گرفت. در ۱۷ اوت ۲۰۱۲ آمازون اعلام کرد که سه‌گانهٔ بازی‌های گرسنگی پرفروش‌ترین اثری است که تا آن زمان فروخته و این مجموعه توانسته رکورد فروش پیشین هری پاتر را نیز بشکند. تا تاریخ ۲۰۱۴ از سه‌گانه تنها در ایالات متحده ۶۵ میلیون نسخه به فروش رسید که بیش از ۲۸ میلیون آن از رمان بازی‌های گرسنگی، بیش از ۱۹ میلیون نسخه از اشتعال و بیش از ۱۸ میلیون هم از زاغ مقلد بوده‌اند. سه‌گانه بازی‌های گرسنگی همچنین در ۵۶ کشور و به ۵۱ زبان مختلف منتشر شده‌است.
طراحی جلد این مجموعه کتاب توسط تیم اوبراین انجام شد و طراحی آن دارای روندی در جلدهای سه‌گانه است. جلد، شکلی زرین از «زاغ مقلد» است؛ پرنده‌ای به شکل یک مرغ مقلد ماده و پیکانی محاط در حلقه‌ای طلایی‌رنگ، با پس‌زمینه‌ای مشکی در این جلد نشان داده شده. این همان سنجاق سینه‌ای است که مج، دختر شهردار و دوست کتنیس، به وی هدیه داده بود.
رمان اقتباسی تصنیف پرندگان آوازخوان و مارها در ۱۹ مه ۲۰۲۰ در همان دنیای خیالی بازی‌های گرسنگی منتشر شد. این رمان در ایام کروناویروس و قرنطینه به صورت اینترنتی و همراه با نسخه‌ای صوتی منتشر شد. این رمان ۶۴ سال پیش از وقایع سه‌گانه را روایت می‌کند که دسته‌ای از اهالی پانم سعی می‌کنند در آن هنگامه، پس از گذشت ده سال از جنگ بزرگ، انقلابی ترتیب دهند ولی سرکوب می‌شوند و تدریجاً به زندگی جدید و شرایط آن خو می‌گیرند.
| کتاب           | تاریخ انتشار    | فروش در چاپ اول | فروش تا سال ۲۰۱۴ | منبع   |
| -------------- | --------------- | --------------- | ---------------- | ------ |
| بازی‌های گرسنگی | ۱۴ سپتامبر ۲۰۰۸ | ۲۰۰٬۰۰۰ نسخه    | ۲۸ میلیون نسخه   | [ ۱ ]  |
| اشتعال         | ۱ سپتامبر ۲۰۰۹  | ۳۵۰٬۰۰۰ نسخه    | ۱۹ میلیون نسخه   | [ ۴۴ ] |
| زاغ مقلد       | ۲۴ اوت ۲۰۱۰     | ۱٫۲ میلیون نسخه | ۱۸ میلیون نسخه   | [ ۴۵ ] |
| مجموع          |                 |                 | ۶۵ میلیون نسخه   |        |

## اقتباس‌های سینمایی
در مارس ۲۰۰۹ لاینزگیت انترتیمنت برای ساخت فیلم بازی‌های گرسنگی وارد یک توافق تولید مشترک با شرکت کُلُر فُرس نینا جاکوبسن، که پیش از آن حق پخش رمان را در سراسر جهان چند هفته قبل از آن به دست آورده بود، شد. کالینز، به کمک کارگردان گری راس، شخصاً فیلم‌نامه را از روی رمان نوشت. بازیگران اصلی جنیفر لارنس در نقش کتنیس، جاش هاچرسون در نقش پیتا و لیام همسورث در نقش گِیل بودند. با بازیگران اصلی در زمان ساخت نخستین قسمت، برای هر چهار فیلم قرارداد امضا شد. ساخت قسمت یکم در بهار ۲۰۱۱ آغاز شد، و در ماه مارس ۲۰۱۲ منتشر گشت. برای بازی‌های گرسنگی: اشتعال کارگردانی را به فرانسیس لارنس سپرده شد؛ این فیلم در نوامبر ۲۰۱۳ منتشر شد. فیلم اقتباسی از زاغ مقلد به دو بخش تقسیم شد؛ بخش ۱ در ۲۱ نوامبر ۲۰۱۴ و بخش ۲ در ۲۰ نوامبر ۲۰۱۵ منتشر شدند. لارنس کارگردانی هر دو قسمت مذکور را بر عهده داشت.
این مجموعه فیلم که در کل ۴۹۳ میلیون دلار بودجه برای ساخت آن خرج شد، با سود ناخالص ۲٫۹ بیلیون دلار پس از هری‌پاتر و گرگ‌ومیش، پرفروش‌ترین مجموعه فیلم نوجوانان شد.

## تأثیرات

در جریان کودتای ۲۰۱۴ تایلند، شیوهٔ درود کتنیس و شورشیان حامی او در بازی‌های گرسنگی تبدیل به نمادی برای معترضان تایلندی که مخالف کودتای نظامیان بودند، شد.  نشان دادن سه انگشت نشانه‌ای از برابری، برادری و آزادی است. حکومت نظامی در پاسخ به این نماد، تهدید کرد که با افرادی که چنین نمادی را با دست خود نشان دهند، برخورد خواهد شد.